# モルドバの地方行政区画
モルドバは32の県と首都キシナウおよび県と同等の地位にある3つの市（バルツィ、コムラト、ベンデル / ティギナ）のほか、自治区であるガガウズと、特別な区域の沿ドニエストル地域の計37つに区分される。
モルドバの「県」は、単数形ではラヨン(Raion)、複数形ではライオヌル(Raionul) という。「地区」は、ライオアネ(Raioane) ならびに ライオアネレ(Raioanele) と呼ばれる。
モルドバの行政区分の最上位にあるのは、32の県とキシナウである。各県の下の自治体は、人口規模に応じて（大きいものから順に）ムニチピレ(municipiile)、コムーナ(Comună)、コムネレ(comunele)の3種類があり、これらが事実上最小の行政単位となる。
また、コムーナはソビエト連邦時代に設けられた小さなものを含めると914ヶ所ほど存在し、うち845ヶ所は首都のキシナウに集中する。
なお、首都キシナウではこれらにかわってセクトール（Sectorul）が設けられている。セロー（Selo）は行政機能のない集落や街区で一般的な基礎区域ともなっている。同国の法律によれば、一つの地域にある村落が2ヶ所以上であればそれぞれが結集する形でコムーナおよびセローを新たに形成することが可能となっている。

## 県の一覧

モルドバの行政地図Ⅰ
番号は左記の県の位置を記したもの

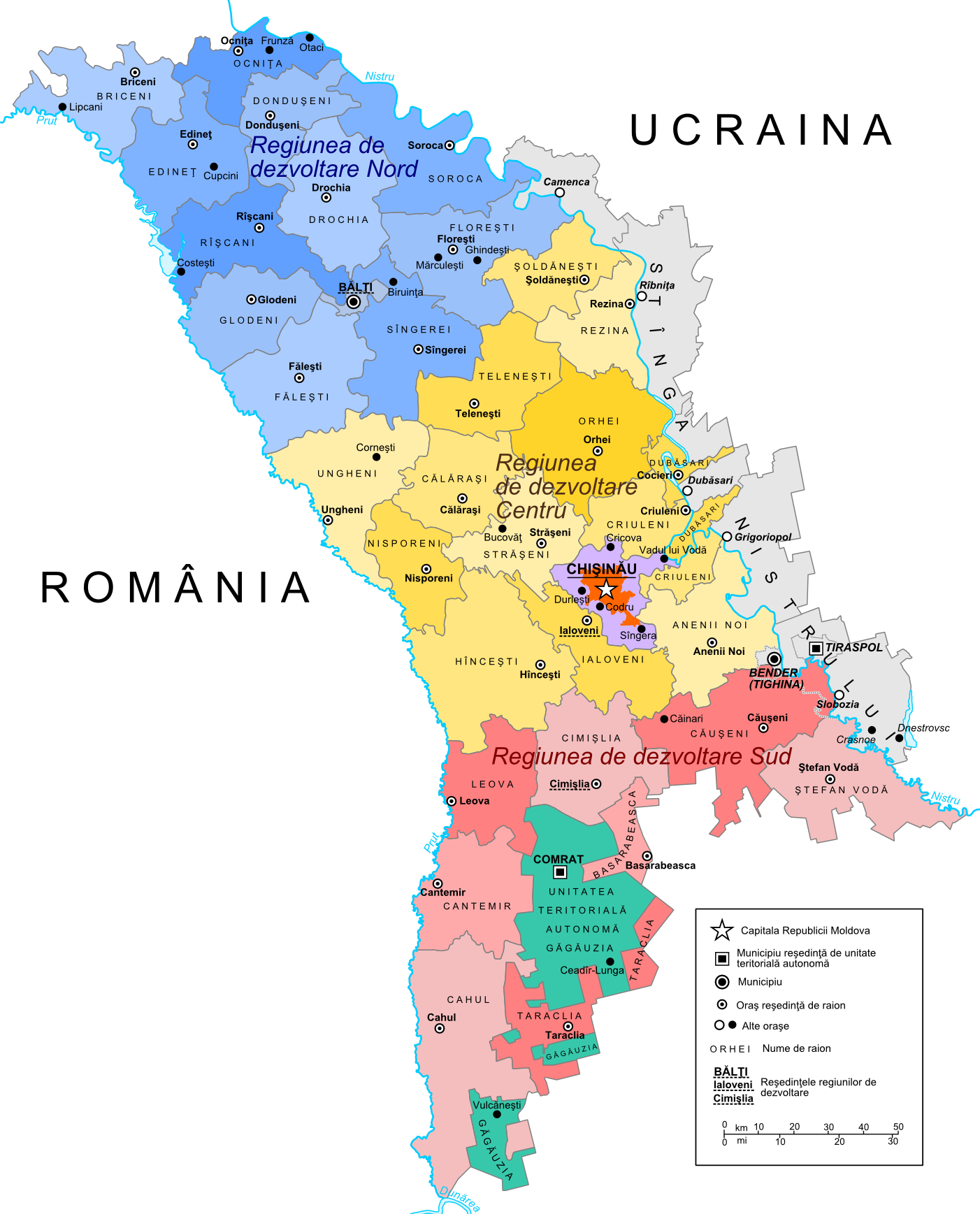
モルドバの行政地図Ⅱ
現在の同国の発展状況を北・中央・南の3区に分割・色分けする形で記している
（紫とオレンジはキシナウ、灰色は沿ドニエストル、緑はガガウズ自治区）

| #  | 名称                    | モルドバ語                                                           | 首府                 | 人口(2012年) |
| -- | ----------------------- | -------------------------------------------------------------------- | -------------------- | ------------ |
| 1  | ブリチェニー県          | Briceni                                                              | ブリチェニー         | 74,700       |
| 2  | オクニタ県              | Ocniţa                                                               | オクニタ             | 55,800       |
| 3  | エディネツ県            | Edineţ                                                               | エディネツ           | 82,500       |
| 4  | ドンドゥセニ県          | Donduşeni                                                            | ドンドゥセニ         | 44,800       |
| 5  | リスカニ県              | Rîşcani                                                              | リスカニ             | 69,500       |
| 6  | ドロキア県              | Drochia                                                              | ドロキア             | 89,500       |
| 7  | ソロカ県                | Soroca                                                               | ソロカ               | 100,400      |
| 8  | グロデニ県              | Glodeni                                                              | グロデニ             | 61,400       |
| 9  | バルツィ市              | Bălţi                                                                | -                    | 105,000      |
| 10 | フロレシュティ県        | Floreşti                                                             | フロレシュティ       | 89,500       |
| 11 | ソルダネシュティ県      | Şoldăneşti                                                           | ソルダネシュティ     | 43,000       |
| 12 | ファレシュティ県        | Făleşti                                                              | ファレシュティ       | 92,400       |
| 13 | シンジェレイ県          | Sîngerei                                                             | シンジェレイ         | 93,200       |
| 14 | テレネシュティ県        | Teleneşti                                                            | テレネシュティ       | 73,900       |
| 15 | レジナ県                | Rezina                                                               | レジナ               | 52,300       |
| 16 | ウンゲニ県              | Ungheni                                                              | ウンゲニ             | 117,200      |
| 17 | カララシ県              | Călăraşi                                                             | カララシ             | 78,800       |
| 18 | オルゲイ県              | Orhei                                                                | オルゲイ             | 125,800      |
| 19 | ドゥベサリ県            | Dubăsari                                                             | コシエリ             | 35,200       |
| 20 | ニスポレニ県            | Nisporeni                                                            | ニスポレニ           | 66,600       |
| 21 | ストラセニ県            | Străşeni                                                             | ストラセニ           | 91,500       |
| 22 | クリウレニ県            | Criuleni                                                             | クリウレニ           | 73,300       |
| 23 | フンチェシュティ県      | Hînceşti                                                             | フンチェシュティ     | 121,600      |
| 24 | ヤロベニ県              | Ialoveni                                                             | ヤロベニ             | 99,700       |
| 25 | キシナウ市              | Chişinău                                                             | -                    | 804,500      |
| 26 | アネニイ・ノイ県        | Anenii Noi                                                           | アネニイ・ノイ       | 83,100       |
| 27 | レオバ県                | Leova                                                                | レオバ               | 53,600       |
| 28 | チミシリア県            | Cimişlia                                                             | チミシリア           | 61,300       |
| 29 | カウシェニ県            | Căuşeni                                                              | カウシェニ           | 92,000       |
| 30 | ベンデル市 / ティギナ市 | Bender / Tighina                                                     | -                    | 93,751       |
| 31 | シュテファン・ボーダ県  | Ştefan Vodă                                                          | シュテファン・ボーダ | 71,500       |
| 32 | カンテミール県          | Cantemir                                                             | カンテミール         | 62,500       |
| 33 | ガガウズ自治区          | Unitatea Teritorială Autonomă Găgăuzia                               | コムラト             | 160,700      |
| 34 | バサラベアスカ県        | Basarabeasca                                                         | バサラベアスカ       | 29,000       |
| 35 | カフ県                  | Cahul                                                                | カグル               | 124,900      |
| 36 | タラクリア県            | Taraclia                                                             | タラクリア           | 44,100       |
| 37 | 沿ドニエストル地域      | Unitatea teritorială autonomă cu statut juridic special Transnistria | ティラスポリ         | 505,153      |

## 歴史
モルドバの県制度の歴史は、ソ連構成国の一つとして建国されたモルダビア・ソビエト社会主義共和国（以下MSSR）へさかのぼる。
モルダビアは、前身であったベッサラビア県・ルーマニア王国から8～10の郡を継承していた。だが、第二次世界大戦において独ソ不可侵条約の裏で締結された秘密議定書により国土の主体となっていたベッサラビア・北ブコヴィナをソ連に割譲され、1940年には同地に在ったアッケルマン郡、イズマエル郡、ホトィン郡の3郡とベンデル郡の一部が失われることとなり、更にウクライナ・ソビエト社会主義共和国（のちのウクライナ）との境界線が変更された。この状況は独ソ戦で一旦解消されるものの、1944年にルーマニア王国が消滅したことから再びMSSRへ切り替える形で元の行政区分へ戻された。
大戦終結後の1949年、MSSR最高評議会常任委員会によって行政区画から「郡」が廃止。ソビエト化政策下において地区設立法令が新たに発布され、モルダビアは現在の県制度の基礎となるラヨンを築き上げることとなった。
1990年にMSSR最高評議会によって同国憲法が改正されたことで、モルダビアはソビエト社会主義共和国・モルドバ（SSR Moldova）となり、1991年に「モルドバ共和国」として完全独立を果たす。
その後しばらくはソビエト法案に基づいたままの区分を維持したが、隣国ルーマニアを介する形で旧宗主国であったソ連と異なる形態の地方行政の概念がもたらされたことで1994年から行政区分の抜本的な見直しが図られて行く。
1998年、モルドバはルーマニアに倣う形で行政区分を9つの県へと変更する。
だが、1992年からの紛争などによる政治・経済の不安定な状況から長期間の継続と維持が困難とされ、9県の区分は2003年までに廃止。その代替案として、かつてのMSSR時代に採択されていた「行政地区の設立と領土の治安」に関する法令を基に新たな県制度が設けられることとなり現在へ到る。

## 新区域『自由経済区』

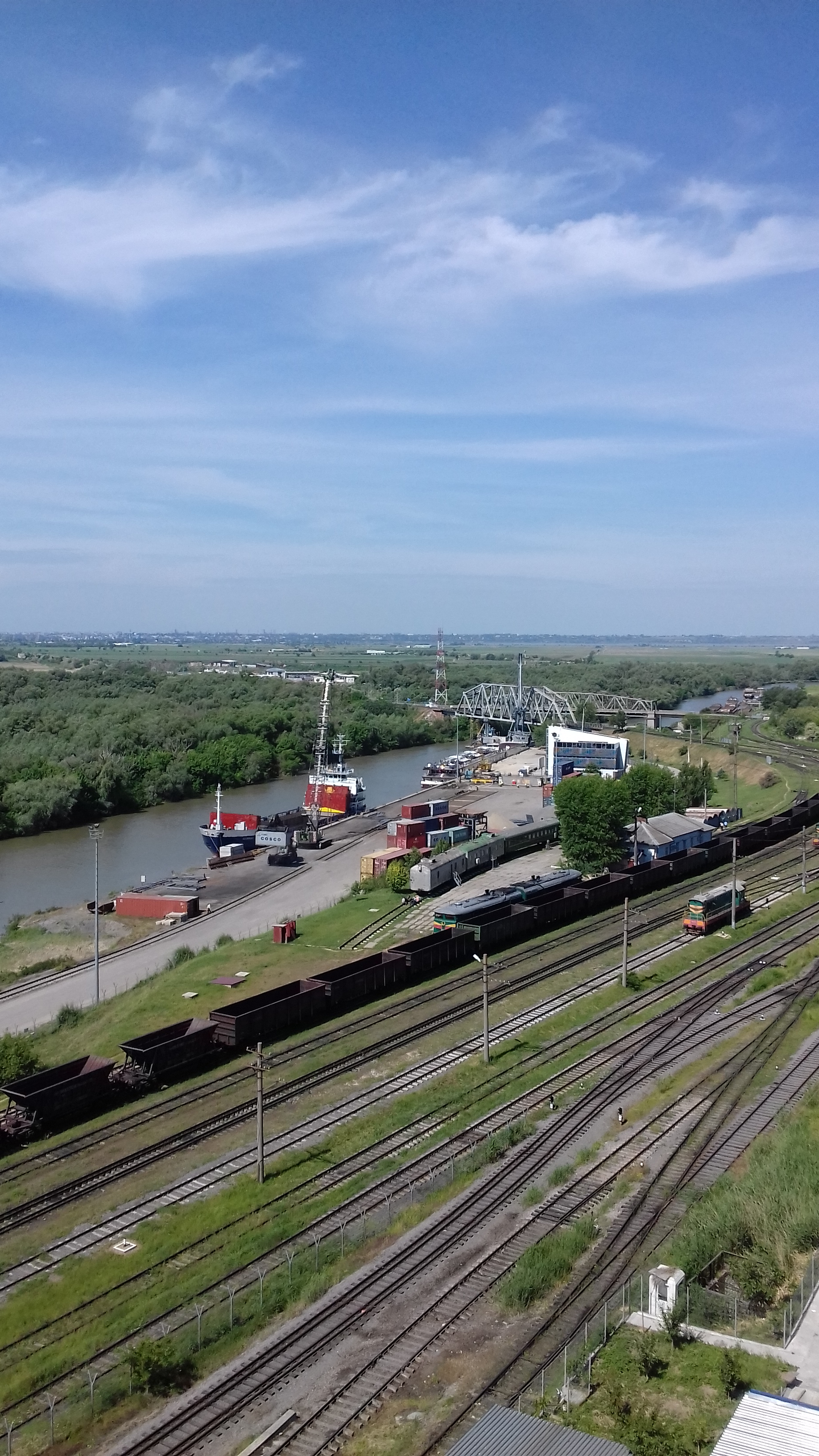
ジュルジュレシュティ港周辺。
背景の鉄道橋はルーマニアの鉄道のものである。

モルドバはウクライナと領土交換条約を締結し、カフ県付近に新たなエリアを設立させることに成功しているが、これには16年と言う歳月が経過している。
その理由としてはモルドバ側が同県開発地区の工事にウクライナの許可を得ずに着手してしまい、相手側との遣り取りを無視してしまっていた事が原因である。
同国政府は1995年頃から新エリア増設に関する交渉を行なっていたが、1999年に中間的な協定が結ばれたところ、モルドバ側が先走って同県地区の河川港建設の工事に着手してしまい、その傍らでウクライナ側へ譲渡予定としていた区画を明け渡そうとしなかった為、地区の所有を巡って両国間で対立する事となってしまった。
しかし2011年になってモルドバ側が当該区画をウクライナへ明け渡した事で、これを以て両国間の領土交換が完了した形になった。　

### 区域をめぐる流れ

#### モルドバ
モルドバがウクライナから手に入れた区画は、カフ県の下隣に位置するオデッサ州のドナウ川に位置する岸であり、プルート川が注ぐ箇所ともなっていて、同県からは600m程の僅かの距離である。
この部分には古い河川港があり、黒海に近い位置に在りながらもそこまでは遠い状態であったモルドバにとって当該箇所は唯一の海への出口であり、尚且つ、対ウクライナ、対ルーマニア（言い換えれば、対EU）国境に面する地理的条件を備えていて、モルドバにとっては貿易上「最良の手段」を得るに絶好の場所であった為、同国の輸出入ルートの拡大にはどうしても必要であり喉から手が出るほどに欲していたものだった。
その河川港の備わる区画を獲得した同県は、隣接するジュルジュレシュティ（Giurgiulesti）に当区画を統合し、このエリアを『自由経済区』に指定する形で新たな区域を設けるとともに同箇所に国内初となる貿易港「ジュルジュレシュティ港」を建設、同港を『国際自由港』という立ち位置で運営することとなった。
かくして同国は同港からドナウ川を通じて黒海への出口を確保することにより、自国の貿易において不可能と見られていた水運での輸出入を可能にし同時に念願の「海への一歩」を達成。ついに貿易の範囲拡大へ本格的に乗り出すことが出来たのだが、ドナウ川周辺の国々や地域ではジュルジュレシュティ港を巡る騒動などが発生しており、加えて同河川の航路の狭さに因る障害が指摘されている他 黒海を結ぶインフラの整備も不十分であることから現在、モルドバではこれらの問題解消に向けて河川周辺国やその周辺地域との遣り取りをはじめ航路の改善やインフラ再整備、泊地拡大の開発計画が進められている。
だが、そこから予期し得ない問題も新たに発生している為、同国の水運は今後 非常に不安定な状況に置かれるであろうことが指摘されている。

#### ウクライナ
一方で、ウクライナはモルドバからシュテファン・ボーダ県のドニエストル潟に接する箇所であるパランカ（Palanca）という村の郊外に当たる区画を割譲されている。
オデッサ州は、ドニエストル潟を挟んで領域が北東と南西に分かれており、そこにソ連時代に設けられた同潟北岸の幹線道路が通っているが、この箇所がパランカ村郊外に通じていた事からインフラ飛び地の状態となってしまっていた為、モルドバとはその場を巡って静かな対立が続いていた状態でもあった。
モルドバ側がこの箇所を割譲したことにより、州都オデッサ市やイズマイル、レニといった小都市との道路交通の障害は一気に解消されることとなり、以後は過去よりスムースに通行出来るようになっている。

## 沿ドニエストル地域
モルドバ東部、ドニエストル川東岸地域は1990年以降沿ドニエストル共和国として事実上独立しており、モルドバ政府の実効支配が及んでいない。しかし、国際的に沿ドニエストル共和国の独立は認められておらず、モルドバの一部とされている。その「沿ドニエストル共和国」はモルドバ政府の行政区画では「ドニエストル地域（自治地域、トランスニストリア, Transnistria）」とされ、名目上は高度な自治権をもったモルドバの構成体とされている。
なお、モルドバ政府による「ドニエストル地域」は事実上独立している「ドニエストル共和国」の実効支配地域とほぼ一致するが、一部異なる点がある。
- ベンデル / ティギナ：沿ドニエストル共和国は「自国に含む」とし、実効支配。
- アネニイ・ノイ県（ルーマニア語版、英語版）、カウシェニ県（ルーマニア語版、英語版）、ドゥベサリ県：沿ドニエストル共和国が領有権を主張しており、一部地域を実効支配している。